# Лоуренс Бішной
Лоуренс Бішної (народився Балкаран Брар ;  12 лютого 1993) — індійський гангстер, який перебуває у в'язниці з 2014 року.   Йому висунуто кілька кримінальних звинувачень, у тому числі за вимагання та вбивство ; однак він заперечує всі звинувачення.   Повідомляється, що його банда пов'язана з понад 700 стрілками по всьому світу.  

## Молодість і освіта
Лоуренс Бішної народився як Балкаран Брар 12 лютого 1993 року в селі Дутарвалі, округ Фазілка, штат Пенджаб. Його батько, колишній констебль у поліції Хар'яни, залишив службу в 1997 році та зайнявся фермерством. Бішної здобув початкову освіту в Абохарі, Пенджаб, після чого в 2010 році переїхав до Чандігарха, щоб вступити до коледжу DAV.
У 2011 році, під час навчання в Університеті Пенджабу, Бішної взяв активну участь у студентській політиці, приєднавшись до Студентської ради університету Пенджабу . За цей час він тісно зв’язався з Голді Браром, який згодом став відомим гангстером. Ці двоє дедалі більше втягувалися в університетську політику, що нібито призвело до кримінальної діяльності.  Бішної продовжив завершувати свою LL. B з Пенджабського університету.  Він змінив своє ім'я на Лоуренс, натхненний британським педагогом і адміністратором Генрі Лоуренсом, засновником Школи Лоуренса, Санавар .

## Кримінальне життя
Кримінальна діяльність Бішноя розпочалася в Чандігарсі між 2010 і 2012 роками, коли проти нього було зареєстровано кілька первинних інформаційних звітів (FIR) за спробу вбивства, незаконне проникнення, напад і пограбування. Ці справи були пов’язані з його участю у студентській політиці. Із семи FIR, поданих проти нього в Чандігарсі, Бішноя було виправдано у чотирьох, тоді як три справи залишаються невирішеними.

### Зростання злочинності та формування банд
Перебуваючи у в'язниці, Бішной налагодив зв'язки з іншими ув'язненими, що сприяло зростанню його банди. Після звільнення він встановив контакти з торговцями зброєю і розширив свою злочинну діяльність, особливо під час навчання в Пенджабському університеті. Після закінчення навчання в 2013 році Бішной, як повідомляється, посилив свою насильницьку діяльність, застреливши переможця студентських виборів у коледжі в Мукцарі та суперника на виборах у муніципальній корпорації Лудхіяни. Він також зайнявся торгівлею алкоголем і почав приховувати вбивць у своїй банді. У 2014 році він мав збройне зіткнення з поліцією Раджастану, що призвело до його ув'язнення.

### Асоціація з Рокі та в'язницею Бхаратпур
Бішной побудував стосунки з Джасвіндером Сінгхом, також відомим як «Роккі», гангстером, який став політиком. Роккі був убитий у 2016 році Джайпалом Бхулларом, який пізніше був застрелений у 2020 році.  Бішної продовжував керувати своїм злочинним синдикатом із в'язниці Бхаратпур, нібито за допомогою персоналу в'язниці. 
У 2021 році Бішної перевели до в’язниці Тіхар у Делі за звинуваченнями, пов’язаними з Законом Махараштри про боротьбу з організованою злочинністю (MCOCA) . Влада повідомила, що Бішної використовував голосові IP-дзвінки (VoIP) для спілкування зі своїми партнерами.  У серпні 2023 року антитерористичний загін Гуджарату взяв під варту Бішноя, посилаючись на справу про контрабанду наркотиків, і його перевели до камери суворого режиму в центральній в’язниці Сабарматі . 

## Причетність до резонансних справ

### Загроза Салмана Хана
У 2018 році соратник Бішноя Сампат Нехра спробував напасти на Салмана Хана, пов’язаного зі справою про полювання на Чорного Бака, оскільки банда Бішноя вважає Блекбак священним.     Пізніше Бішної прямо погрожував Хану, заявивши, що Хан буде вбитий у Джодхпурі .  
У листопаді 2023 року Бішної взяв на себе відповідальність за стрілянину в будинку акторки та співачки Гіппі Грюол через його нібито зв'язок із Салманом Ханом. Гревал заперечував будь-яку дружбу з Ханом.  

### Вбивство Сідху Муз Вала
29 травня 2022 року в Мансі, Пенджаб, було вбито пенджабського співака Сідху Муз Вала .  Відповідальність за організацію вбивства взяв на себе соратник Бішної Голді Брар. У той час Бішної перебував під вартою у в'язниці Тіхар, але поліція пов'язала його банду зі стріляниною.  
Після вбивства Бішної подав заяву до Високого суду Делі з проханням захистити його від можливої фіктивної зустрічі з поліцією Пенджабу . Пізніше він відкликав свої петиції як з Високого суду Делі, так і з Високого суду Пенджабу та Хар'яни .  

### Вбивство Сухдула Сінгха
21 вересня 2023 року Бішної взяв на себе відповідальність за вбивство Сукхдула Сінгха Гілла (також відомого як Сукха Дунеке), халістанського сепаратиста.  

### Вбивство Сухдева Сінгха Гогамеді
5 грудня 2023 року президент Карні Сени Сукхдев Сінгх Гогамеді був застрелений у Джайпурі. Банда Бішноя взяла на себе відповідальність за вбивство через Рохіта Годару, відомого члена банди.

### Вбивство Баби Сіддіке
Банда Бішноя взяла на себе відповідальність за вбивство Баби Сіддік у 12 жовтня 2024 року, колишнього міністра кабінету Махараштри, вказавши на його тісні зв'язки з Салманом Ханом. Поліція Мумбаї намагалася отримати арешт Бішноя, але їй відмовили через наказ, виданий відповідно до статті 268 Кодексу кримінальної процедури.

### Глобальні звинувачення

#### Звинувачення Канади
У жовтні 2024 року Королівська канадськаMounted Police (RCMP) заявила, що злочинні групи, включаючи банду Бішноя, використовуються "агентами уряду Індії" для націлювання на осіб, пов'язаних з про-халістанськими елементами в Канаді. The Washington Post повідомила, що радник з національної безпеки Індії Аджіт Довал зустрівся зі своїм канадським колегою в Сінгапурі, де канадські офіційні особи представили докази, що пов'язують банду Бішноя з вбивством Хардіпа Сінга Ніджара, про-халістанського лідера.

### Мережа банд і операції
Повідомляється, що банда Бішної налічує понад 700 членів у п’яти індійських штатах і діє по всьому світу. Незважаючи на ув'язнення, Бішної продовжує контролювати свій синдикат через незаконні зв'язки зі своїми спільниками. 
1. ↑  Manral, Mahender Singh (19 жовтня 2024). Lawrence & Co: The gangster and his band of trusted lieutenants. Indian Express. Процитовано 21 жовтня 2024.{{cite news}}:  Обслуговування CS1: Сторінки з параметром url-status, але без параметра archive-url (посилання)
2. 1 2 3  Parashar, Saurabh (31 травня 2022). Who is Lawrence Bishnoi whose gang claimed to have killed Sidhu Moose Wala. The Indian Express. Процитовано 4 травня 2024.
3. ↑  Biswas, Soutik. Lawrence Bishnoi: The Indian gangster pulling strings from behind bars. BBC News. Процитовано 16 жовтня 2024.
4. ↑  Notorious gangster threatens to kill Salman Khan. The Asian Post. 8 січня 2018. Процитовано 19 липня 2022.
5. ↑  Lawrence Bishnoi, being investigated in the Sidhu Moose Wala murder, threatened Salman Khan's life in 2018: 'Jodhpur mein hi maarenge…'. The Indian Express (англ.). 31 травня 2022. Процитовано 31 травня 2022.
6. 1 2 3  Anand, Jatin; Sur, Arnabjit (4 червня 2022). How Lawrence Bishnoi fell on the wrong side of the law. The Hindu. Процитовано 26 жовтня 2024.{{cite news}}:  Обслуговування CS1: Сторінки з параметром url-status, але без параметра archive-url (посилання)
7. 1 2 3  Ojha, Arvind (31 травня 2022). 'Will kill Salman Khan in Jodhpur': Watch Lawrence Bishnoi's threat to Bollywood star in 2018 | Video. India Today. Процитовано 31 травня 2022.
8. ↑  Who is Lawrence Bishnoi, whose gang shot Sidhu Moose Wala. India Today. 30 травня 2022. Процитовано 4 травня 2024.
9. ↑  Chandigar, Arvind Ojha (30 травня 2022). Who is Lawrence Bishnoi, whose gang shot Sidhu Moose Wala. India Today (англ.). Процитовано 31 травня 2022.
10. ↑  Gangster Lawrence Bishnoi Sent To High-Security Gujarat Jail In Drugs Case. NDTV. 28 серпня 2023. Процитовано 13 жовтня 2024.
11. ↑  Salman Khan's ex-girlfriend Somy Ali says 'Namaste Lawrence Bishnoi bhai', invites him for a Zoom chat. The Economic Times.
12. ↑  Salman Khan Gets Death Threat From Gangster. NDTV.com. Процитовано 31 травня 2022.
13. ↑  Salman Khan issued death threats by Rajasthan-based gangster; linked to black buck case?. Firstpost (англ.). 6 січня 2018. Процитовано 31 травня 2022.
14. ↑  "Salman Khan is not my friend". ARY News. 28 листопада 2023. Процитовано 7 грудня 2023.
15. ↑  Richter, Brent (5 грудня 2023). Bollywood actor's home reportedly targeted in West Vancouver shooting. North Shore News. Процитовано 7 грудня 2023.
16. ↑  Days after his security trimmed, Congress leader Moosewala shot dead in Punjab. The Indian Express (англ.). 30 травня 2022. Процитовано 31 травня 2022.
17. ↑  Five things to know about Goldy Brar, who claimed responsibility for Sidhu Moosewala's death. The Indian Express (англ.). 31 травня 2022. Процитовано 31 травня 2022.
18. ↑  Lawrence Bishnoi, being investigated in the Sidhu Moose Wala murder, threatened Salman Khan's life in 2018: 'Jodhpur mein hi marriage…'. The Indian Express (англ.). 31 травня 2022. Процитовано 31 травня 2022.
19. ↑  Lawrence Bishnoi moves Punjab and Haryana High Court after withdrawing plea from Delhi High Court. Tribuneindia News Service (англ.). Процитовано 2 червня 2022.
20. ↑  Sidhu Moose Wala murder: Lawrence Bishnoi takes back Delhi HC plea, will move Punjab high court. Hindustan Times (англ.). 1 червня 2022. Процитовано 2 червня 2022.
21. ↑  Two rival Punjabi gangsters claim responsibility for Sukhdev Singh's death in Canada. The Indian Express. 21 вересня 2023. Процитовано 21 вересня 2023.
22. ↑  Lawrence Bishnoi claims responsibility for Khalistani freedom fighter Sukhdev Singh's killing in Canada. Mint. 21 вересня 2023. Процитовано 21 вересня 2023.